# Ирис русский
Ирис русский, или Касатик русский, или Кукушкины слёзки (лат. Iris ruthenica), — вид травянистых растений рода Ирис (Iris) семейства Ирисовые (Iridaceae).

## Ботаническое описание

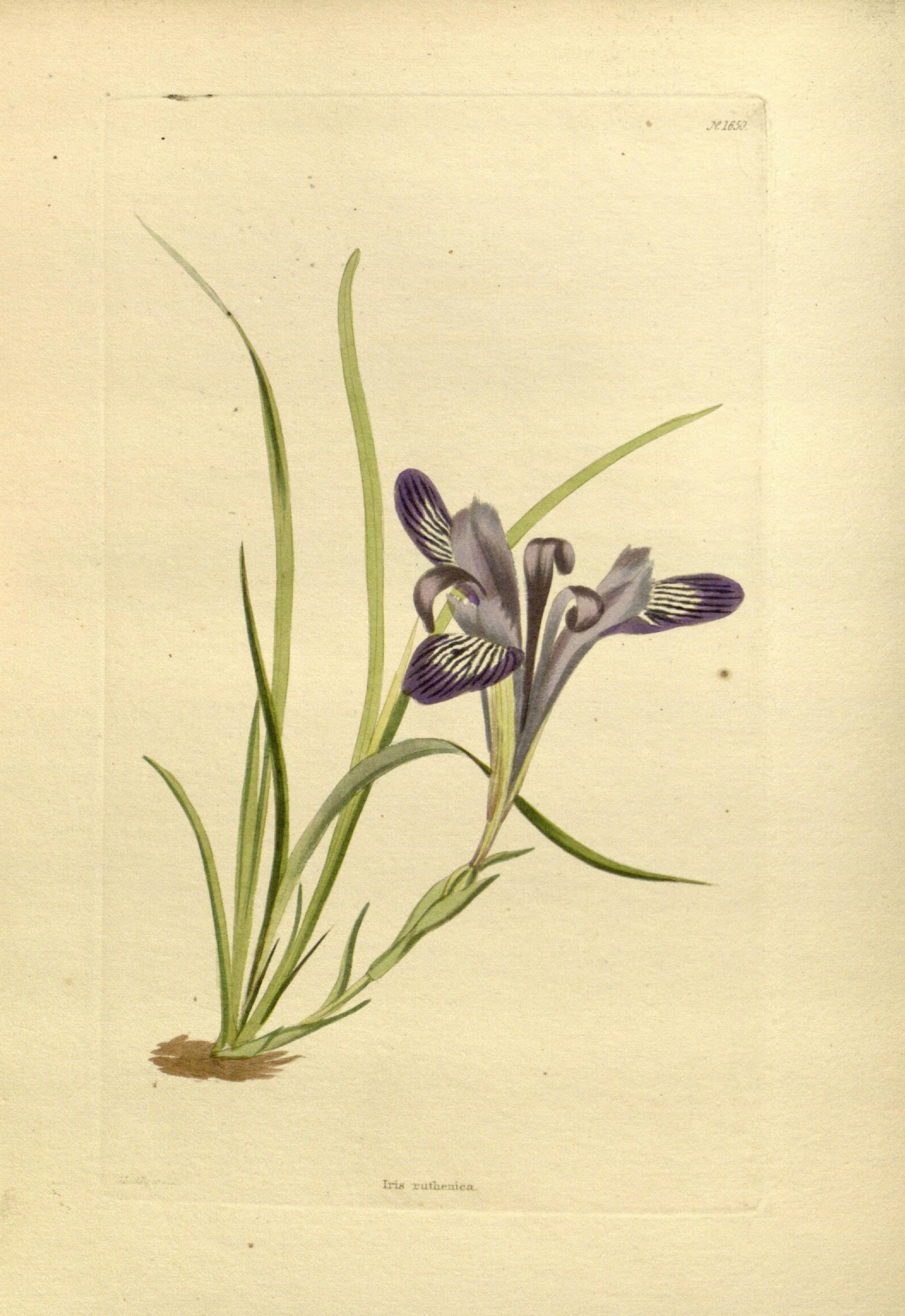

Многолетние травянистые растения. Корневище шнуровидное, ползучее, ветвистое, 2—3 мм толщиной, одетое в верхней части бурыми волокнистыми остатками черешков. Стебель тонкий, 4—12 см высотой, в нижней половине с 3 небольшими стеблеобъемлющими и несколько вздутыми листьями с маленькой, едва отклонённой от стебля шиловидной верхушкой. Прикорневые листья длиннее стебля, зелёные, не жесткие, линейные, длинно-заострённые, к основанию суженные, 12—50 см длиной и 3—6 мм шириной.
Цветок душистый, одиночный на верхушке стебля, одетый при основании 2 эллиптически-ланцетовидными, вдоль свёрнутыми, бледно-зёлеными, на конце иногда немного покрашенными прицветниками, 3—4 см длиной и около 1 см шириной. Трубка околоцветника цилиндрическая, лишь в верхней части колокольчато-расширенная, около 2½ раз короче отгиба, наружные доли которого продолговатые, книзу постепенно немного суженные, близ основания на верхней стороне с 2 складочками по бокам, на верхушке закруглённые и на самом кончике обыкновенно с маленькой вырезкой; они голые, 3,5—5 см длиной и в верхней части 8—12 мм шириной, сине-лиловые, на конце более тёмные, в середине с сине-фиолетовыми жилками и крапинками по желтоватому или беловатому полю. Внутренние доли немного короче, но значительно, в 2—3 раза, уже наружных, обратно-линейно-клиновидные, на верхушке тупые и с вырезкой, одноцветные — сине-лиловые. Доли столбика бледно-лиловые, около 3 см длиной и 1 см шириной; лопасти их широкояйцевидные, на верхушке закруглённые и зазубренные, в 2½—3 раза короче долей. Рыльца имеют вид плоско обрезанных лопастей в середине с выдающимся зубчиком. Коробочка овальная или почти шаровидная, тупо-трёхгранная, без носика, около 15 мм длиной и 8 мм шириной.

## Распространение и экология
Азия. Обитает на суходольных и степных лугах, луговых склонах, в негустых берёзовых рощах и колках, сосновых борах — в южной зоне лесной и лесостепной областей; на горах поднимается нередко до лесного предела и заходит иногда в нижние зоны альпийской области, встречаясь тут на альпийских лугах.

## Синонимы
- Iris alpina Pall. ex Roem. & Schult. (1817)
- Iris caespitosa Pall. ex Link (1820)
- Iris humilis Schur (1866), nom. illeg.
- Iris nana (Maxim.) Nakai (1922), nom. illeg.
- Iris ruthenica var. albiflora Bunge (1829)
- Iris ruthenica f. leucantha Y.T.Zhao (1980)
- Iris ruthenica var. nana Maxim. (1880)
- Iris ruthenica var. typica Maxim. (1880), nom. inval.
- Iris ruthenica var. uniglumis Spach (1846)
- Iris verna Pall. (1776), nom. illeg.
- Joniris caespitosa (Pall. ex Link) M.B.Crespo, Mart.-Azorín & Mavrodiev (2015)
- Joniris ruthenica (Ker Gawl.) Klatt (1872)
- Limniris ruthenica (Ker Gawl.) Fuss (1866)
- Xiphion ruthenicum (Ker Gawl.) Alef. (1863)